# 白云街道 (台州市)
白云街道，中国浙江省台州市椒江区下辖的一个街道。

## 辖区
该街道辖有：	横河社区、小井社区、白云社区、云健社区、翠华社区、花园社区、广厦社区、开元社区、塘岸社区、星星社区、界牌社区、商务社区、广场社区、三台门村、殿后陶村、下马村、麻车村、高园村、泾边村、塘岸村、界牌头村、横河头村、春潮村、沙王村、红旗村、星星村、岩屿村